# Drapetis upsilon
Drapetis upsilon är en tvåvingeart som beskrevs av Axel Leonard Melander 1918. Drapetis upsilon ingår i släktet Drapetis och familjen puckeldansflugor.
Artens utbredningsområde är Jamaica. Inga underarter finns listade i Catalogue of Life.